# 43 Aurigae
43 Aurigae, som är stjärnans Flamsteed-beteckning, är en ensam stjärna i den norra delen av stjärnbilden Kusken. Den har en skenbar magnitud på ca 6,33 och kräver åtminstone en handkikare för att kunna observeras. Baserat på parallax enligt Gaia Data Release 2 på ca 8,5 mas, beräknas den befinna sig på ett avstånd på ca 382 ljusår (ca 117 parsek) från solen. Den rör sig närmare solen med en heliocentrisk radialhastighet på ca –3,4 km/s.

## Egenskaper
43 Aurigae är en orange till gul jättestjärna av spektralklass K2 III, som har förbrukat förrådet av väte i dess kärna och rört sig bort från huvudserien. Den har en massa som är ca 1,4 solmassor, en radie som är ca 11 solradier  och utsänder ca 49 gånger mera energi än solen från dess fotosfär vid en effektiv temperatur på ca 4 600 K.